# سينتا بيرجر
سينتا بيرجر (بالألمانية: Senta Berger )‏ (و. 1941  م) هي ممثلة، ومنتجة أفلام، وممثلة أفلام، وممثلة مسرحية، من النمسا، ولدت في فيينا، شاركت في الانتخابات الرئاسية الألمانية 2012.

## جوائز
حصلت على جوائز منها:
- نيشان استحقاق صليب الضباط لجمهورية ألمانيا الاتحادية (1998)
- رومي  [لغات أخرى]‏
- وسام الاستحقاق البافاري
- الميدالية الدستورية الفضية البافارية.

## وصلات خارجية
- سينتا بيرجر على موقع IMDb (الإنجليزية)
- سينتا بيرجر على موقع الموسوعة البريطانية (الإنجليزية)
- سينتا بيرجر على موقع روتن توميتوز (الإنجليزية)
- سينتا بيرجر على موقع مونزينجر (الألمانية)
- سينتا بيرجر على موقع ألو سيني (الفرنسية)
- سينتا بيرجر على موقع ميوزك برينز (الإنجليزية)
- سينتا بيرجر على موقع تيرنر كلاسيك موفيز (الإنجليزية)
- سينتا بيرجر على موقع أول موفي (الإنجليزية)
- سينتا بيرجر على موقع قاعدة بيانات الأفلام السويدية (السويدية)
- سينتا بيرجر على موقع إن إن دي بي (الإنجليزية)